# آخرین واژگان
آخرین واژگان (آلمانی: Letzte Worte) فیلم کوتاهی به کارگردانی ورنر هرتسوک است که در سال ۱۹۶۸ منتشر شد.